# Miss Tierra 2005
Miss Tierra 2005 fue la 5.ª edición del certamen de belleza Miss Tierra, que tuvo lugar el 23 de octubre de 2005 en Ciudad Quezón, Filipinas. Un total de 80 candidatas de todo el mundo formaron parte en el evento.
Alexandra Braun Waldeck de Venezuela fue coronada por Miss Tierra 2004 Priscilla Meirelles como la nueva Miss Tierra.

## Resultados
| Resultados finales       | Finalistas |
| ------------------------ | --- |
| Miss Tierra 2005         | - Venezuela - Alexandra Braun |
| Miss Tierra - Aire 2005  | - República Dominicana - Amell Santana |
| Miss Tierra - Agua 2005  | - Polonia - Katarzyna Borowicz |
| Miss Tierra - Fuego 2005 | - Serbia y Montenegro - Jovana Marjanovic |
| Finalistas (Top 8)       | - Chile - Nataly Chilet - Paraguay - Tania María Domaniczky Vargas - Puerto Rico - Vanessa De Roide - Estados Unidos - Amanda Kimmel |
| Semifinalistas (Top 16)  | - Bosnia y Herzegovina - Sanja Susnja - República Checa - Zuzana Štěpanovská - Ecuador - Cristina Eugenia Reyes - El Salvador - Irma Marina Dimas Pineda - Corea - Yoo Hye-Mi - Tanzania - Rehema Sudi - Rusia - Tatyana Yamova - Filipinas - Genebelle Francisco Raagas |

### Premios especiales
| Premio                    | Candidata                           |
| ------------------------- | ----------------------------------- |
| Miss Fotogénica           | Chile- Nataly Chilet                |
| Mejor Traje Nacional      | Corea - Yoo Hye-Mi                  |
| Miss Simpatía             | Canadá - Katherine McClure          |
| Miss Talento              | Ucrania - Yevgeniya Rudenko         |
| Mejor en Traje de Baño    | Venezuela - Alexandra Braun Waldeck |
| Mejor en Vestido de Noche | Puerto Rico - Vanessa De Roide      |

### Respuesta ganadora
- Pregunta final en Miss Tierra 2005: «Si usted va a salvar solo uno de los dos elementos de la madre naturaleza, entre el agua o el aire, ¿cuál elegiría y por qué?»
- Respuesta ganadora de Miss Tierra 2005: «Los cuatro elementos son importantes, pero el aire es el más importante, ya que nos da la vida y es lo que respiramos». - Alexandra Braun Waldeck (Venezuela).

## Panel de jueces
- Leo Valdez (Artista Internacional).
- Baroness Eva de Koenigswarter (Diseñadora de Modas).
- Raquel Argandoña (Miss Universo Chile 1975, presentadora de televisión).
- James Hogan (Presidente y CEO Gulf Air).
- Catharina Svensson (Miss Tierra 2001 de Dinamarca).
- Noel Lorenzana (director general para el hogar y cuidado personal de Unilever).
- Vivienne Tan (Educadora y empresaria social).
- Tessa Prieto-Valdes (moda informal).
- Eugene Tameses (director general del Hotel Hyatt y Casino Manila).
- Rosemarie Arenas (socialista y ecologista).

## Candidatas
Lista de los países y candidatas que participaron en Miss Tierra 2005.
| - Afganistán - Sitara Bahrami - Alemania - Rebecca Kunikowski - Argentina - Eliana Ocolotobiche - Australia - Anne-Maree Bowdler - Bahamas - Nadia Cash - Bélgica - Isabel van Rompaey - Bolivia - Vanessa Patricia Morón Jarzun - Bosnia y Herzegovina - Sanja Susnja - Brasil - Isabella Chaves - Camboya - Mealea Pich - Camerún - Wonja Ngeah Ginette Martine - Canadá - Katherine McClure - Chile - Nataly Chilet - China - Li Yi-Jia - Colombia - Lia Patricia Correal Lopera - Corea - Yoo Hye-Mi - Costa Rica - María Tucker Hernández - Dinamarca - Heidi Zadeh - Ecuador - Cristina Eugenia Reyes Hidalgo - Egipto - Elham Wagdi - El Salvador - Irma Marina Dimas Pineda - Eslovaquia - Diana Ondrejickova - Estados Unidos - Amanda Kimmel - Estonia - Anastassija Balak - Filipinas - Genebelle Francisco Raagas - Finlandia - Rita Aaltolahti - Francia - Alexandra Uha - Ghana - Faustina Adjao Akoto - Haití - Channa Cius - Honduras - Ruth María Arita - Hong Kong - Gu Reu - India - Niharika Singh - Indonesia - Jenny Graciella Jevinzky Sutjiono - Israel - Avivit Meirson - Jamaica - Daisi Pollard - Japón - Emi Suzuki - Kenia - Stella Malis - Letonia - Nora Reinholde - Líbano - Chantal Karam - Macao - Qian Qiong - Macedonia - Jana Stojanovska | - Malasia - Jamie Pang Hui Ting - Martinica - Elle Narayanan - Mauricio - Loshanee Moodaley - México - Lorena Jaime Hochstrasser - Mongolia - Sarnai Amar - Nepal - Shavona Shrestha] - Nicaragua - Sandra Maritza Ríos Hernández - Nigeria - Ethel Okosuns - Niue - Ngiar Pearson - Noruega - Vibeke Hansen - Nueva Zelanda - Tiffany Pickford - Países Bajos - Dagmar Saija - Pakistán - Naomi Zaman - Panamá - Rosemary Isabel Suárez Machazek - Paraguay - Tania María Domaniczky Vargas - Perú - Sara María Paredes Valdivia - Polonia - Katarzyna Weronika Borowicz - Portugal - Angela Maria Fonseca Spinola - Puerto Rico - Vanessa De Roide - Reino Unido - Emma Corten - República Checa - Zuzana Štěpanovská - República Dominicana - Amell Santana - Rumania - Adina Dimitru - Rusia - Tatyana Yamova - Santa Lucía - Hanna Gabrielle Fitz - Samoa - Josephine Meisake - Serbia y Montenegro - Jovana Marjanovic - Singapur - Sim Pei Yee - Sudáfrica - Jacqueline Postma - Suecia - Therese Denitton - Tahití - Vaimiti Herlaud - Tailandia - Kanokwan Sesthaphongvanich - Taiwán - Lin Yi-Fan - Tanzania - Rehema Sudi - Tokelau - Landy Tyrell - Turcas y Caicos - Trina Adams - Ucrania - Yevgeniya Rudenko - Venezuela - Alexandra Braun Waldeck - Vietnam - Đào Thị Thanh Hoài - Zambia - Cynthia Kanema |

### Países y Territorios que Regresan a la competencia
- Compitieron por última vez en 2001:
  - Letonia
  - Rusia
  - Sudáfrica

- Compitieron por última vez en 2003:
  - Afganistán
  - Alemania
  - Japón
  - Panamá
  - República Checa
  - Venezuela

## Acerca de las participantes
Algunas concursantes estuvieron en otros certámenes.
- Katarzyna Weronika Borowicz de Polonia fue 3.ª finalista en Miss Mundo 2004 y en Miss Europa 2006. Aparte de Borowicz, Cristina Eugenia Reyes Hidalgo de Ecuador y Tania Maria Domanickzy Vargas de Paraguay también fueron participantes en Miss Mundo 2004. Durante el mismo año, la paraguaya fue proclamado como «Miss Sudamericana».
- Vanessa Patricia Morón Jarzun de Bolivia participó en Miss Internacional 2004, mientras que la egipcia Elham Wagdi compitió en Miss Internacional 2006 y Miss Universo 2009.[3] Angela Maria Fonseca Spinola de Portugal participó en Miss Mundo 2005. La salvadoreña Irma Marina Dimas Pineda compitió previamente en Miss Universo 2005.
- Amanda Kimmel de Estados Unidos fue Miss Montana 2005, sin embargo, no figuró en Miss Estados Unidos 2005. Pero quedó en el Top 8 de Miss Tierra 2005, que es hasta ahora el mejor clasificación de aquel país. Amanda fue subcampeona en el programa de televisión (Survivor: Estados Unidos) en las temporadas 15 (Survivor: China) y 16 (Survivor: Micronesia).
- Cynthia Kanema de (Zambia) se convirtió en la primera mujer en el mundo en representar a su país en los 4 grandes certámenes internacionales, Miss Mundo 2003, Miss Internacional 2004, y Miss Universo 2005, antes de venir a este certamen. Ella no tuvo gran protagonismo en ninguno de ellos.